# Albert Bunjaku
Albert Bunjaku (Gnjilane, 1983. november 29. –) koszovói albán felmenőkkel rendelkező svájci labdarúgó, jelenleg az Erzgebirge Aue játékosa.

## Pályafutása
Svájcban kezdte el pályafutását. Utánpótlás játékosként az FC Schlieren, a Grasshoppers és az YF Juventus csapatában szerepelt.
2003-ban mutatkozott be a felnőttek között az FC Schaffhausen labdarúgójaként. A 2004–2005-ös szezonban debütált a svájci élvonalban, miután csapatával feljutott az első osztályba. A következő idényt is ott kezdte, majd 2006 tavaszán fél szezon erejéig a német másodosztályban szereplő SC Paderborn 07-ben játszott.
Az idény végén ismét csapatot váltott, a harmadosztálynak megfelelő Regionalliga Nordban szereplő FC Rot-Weiss Erfurthoz igazolt. 2008. augusztus 10-én a Bayern München elleni német kupa-mérkőzésen csereként beállva két gólt szerzett, ám csapata így is 4–3-as vereséget szenvedett. Ennek ellenére az RWE szurkolóinak körében ezt követően nagy szépszerűségre tett szert.
Két és fél év után eligazolt az Erfurttól, 2009. február 2-án a másodosztályú 1. FC Nürnberghez szerződött. A 2008–2009-es másodosztályú pontvadászat végén a Nürnberg feljutott az első osztályba. Első élvonalbeli gólját 2009. augusztus 15-én szerezte az Eintracht Frankfurt elleni bajnokin, kialakítva az 1–1-es végeredményt.
Korábban tagja volt a svájci U21-es labdarúgó-válogatottnak is, 15 mérkőzése alatt hét gólt szerzett a nemzeti utánpótláscsapatban.

## Sikerei, díjai

### Klubcsapatokkal
- FC Schaffhausen:
  - Svájci másodosztály bajnoka: 2004
- 1. FC Nürnberg:
  - Német másodosztály bronzérmese: 2009

## Külső hivatkozások
- Profil a footballdatabase.eu-n (angolul)
- Pályafutása statisztikái a fussballdaten.de-n (németül)
- Profil a kicker.de-n (németül)
- Profil a worldfootball.net-en (angolul)
- Profil a transfermarkt.de-n (németül)